# Ratt & Roll '81 - '91
Ratt & Roll 81 - 91 es un álbum recopilatorio de la mayoría de los grandes éxitos de 1983 a 1991 de la banda estadounidense de glam metal Ratt. Llegó al # 57 en las listas de éxitos, con ventas de alrededor de 700.000 copias en 2002, cuando otra compilación, The Essentials, fue puesta a la venta. Este disco incluye el tema de la banda sonora de la película Point Break "No Body Rides for Free", el cual fue seleccionado para este álbum recopilatorio. Esta canción es la primera en la que no participa Robbin Crosby, ya que solo se puede ver a los 4 miembros restantes de la banda, y tiempo después se incorpora Michael Schenker (Scorpions) para reemplazar el lugar de Crosby (fallecido en el 2002).

## Lista de canciones
1. "Tell the World" del álbum Ratt (EP)
2. "You Think You're Tough" del álbum Ratt (EP)
3. "Round and Round" del álbum Out of the Cellar
4. "Wanted Man" del álbum Out of the Cellar
5. "Back for More" (Remake Version) del álbum Out of the Cellar
6. "Lack of Communication" del álbum Out of the Cellar
7. "Lay It Down" del álbum Invasion of your Privacy
8. "You're in Love" del álbum Invasion of your Privacy
9. "Slip of the Lip" del álbum Dancing Undercover
10. "Dance" del álbum Dancing Undercover
11. "Body Talk" del álbum Dancing Undercover
12. "Way Cool Jr." del álbum Reach for the Sky
13. "I Want a Woman" del álbum Reach for the Sky
14. "Lovin' You's A Dirty Job" del álbum Detonator
15. "Shame Shame Shame" del álbum Detonator
16. "Givin' Yourself Away" del álbum Detonator
17. "One Step Away" del álbum Detonator
18. "Heads I Win, Tails You Lose" del álbum Detonator
19. "Nobody Rides For Free" Banda sonora de la película Point Break

## Miembros
- Stephen Pearcy: Voz líder
- Warren DeMartini: Guitarra líder
- Juan Croucier: Bajo y voces
- Bobby Blotzer: Batería

### Otros miembros
- Robbin Crosby: Guitarra y voces (participa en casi todas las canciones, excepto en "Nobody Rides For Free")
- Jon Bon Jovi: Voces y coros en el tema 18, "Heads I Win, Tails You Lose".

## Certificaciones
| País    | Certificación | Fecha               | Ventas certificadas |
| ------- | ------------- | ------------------- | ------------------- |
| EE. UU. | Oro           | 11 de enero de 1999 | 500,000 copias      |